# Linia kolejowa nr 723
Linia kolejowa nr 723 – drugorzędna, jednotorowa, zelektryfikowana linia kolejowa znaczenia państwowego łącząca stację Gdynia Chylonia z rejonem GPB stacji Gdynia Port.
Linia została w całości zaklasyfikowana jako kompleksowa i bazowa towarowa sieć transportowa TEN-T.